# Matematyka ubezpieczeniowa
Matematyka ubezpieczeniowa (aktuariat, nauki aktuarialne, matematyka aktuarialna) – dział matematyki stosowanej obejmujący zagadnienia m.in. rachunku prawdopodobieństwa, statystyki, matematyki finansowej, metod numerycznych i koncentrujący się na zastosowaniach w dziedzinie ubezpieczeń.

## Historia aktuariatu
Matematyka ubezpieczeniowa jako dyscyplina matematyki powstała w XVII w. wraz ze wzrostem zapotrzebowania na długoterminowe ubezpieczenia na życie. Koniecznym było oszacowanie wysokości składek w sposób zapewniający pokrycie przyszłych świadczeń. Aby to uczynić niezbędne było stworzenie matematycznego modelu demograficznego opisującego długość trwania ludzkiego życia jako zmienną losową. Konieczność uwzględnienia czynnika inflacji wymusiła powstanie takich pojęć jak wartość obecna przyszłych przepływów finansowych. W XX w. matematyka ubezpieczeń życiowych została wzbogacona o modele dla nowych produktów ubezpieczeniowych takich jak emerytury i ubezpieczenia zdrowotne jakie wtedy się pojawiły.

## Matematyka ubezpieczeń życiowych
W matematyce ubezpieczeń życiowych głównym ryzykiem jest możliwość zgonu. Ubezpieczenia życiowe mają zwykle charakter wieloletni. W związku z tym w rozważaniach tych wprowadza się model demograficzny, w którym rozważa się długość trwania życia jako zmienną losową. Głównym czynnikiem wpływającym na rozkład prawdopodobieństwa zgonu jest wiek danego osobnika. Dalsza długość trwania życia wpływa zarówno na długość okresu opłacania składek ubezpieczeniowych, jak i na moment, w którym nastąpi wypłata świadczenia, i tym samym na czas oprocentowania rezerw ubezpieczeniowych.
Inwalidztwo, utrata możliwości zarobkowania, choroba wymagająca długotrwałego kosztownego leczenia, a także inne porównywalne zdarzenia losowe mogą być czasem podobnie dotkliwe dla rodziny ubezpieczonego jak jego śmierć. Zakłady ubezpieczeń na życie oferują obecnie ubezpieczenia uwzględniające również i takie zdarzenia losowe. Aby móc zajmować się takimi ubezpieczeniami niezbędny jest matematyczny model uwzględniający wystąpienie jednego z kilku zdarzeń będących podstawą wypłaty świadczenia w odpowiedniej dla danej szkody wysokości. Jest to model szkodowości wielorakiej (ang. multiple decrement model).
Oprócz kalkulacji składek niezmiernie istotnym zagadnieniem jest kalkulacja rezerw, jakie w danym momencie zgromadzone są na pokrycie świadczeń dla danego ubezpieczonego. Wysokość tych rezerw ma znaczenie w przypadku konwersji (zmiany warunków) polisy ubezpieczeniowej (np. przekształcenie w polisę bezskładkową).

## Matematyka ubezpieczeń majątkowych
Matematyka ubezpieczeń majątkowych obejmuje modele matematyczne ubezpieczeń działu II. Do podstawowych zagadnień należy modelowanie rozkładu łącznej wartości szkód w modelu ryzyka łącznego lub indywidualnego. Wysokość składki musi być tak ustalona, aby łączna wartość wypłaconych świadczeń nie przekroczyła łącznej wartości wpłaconych składek. Ponieważ rozkłady prawdopodobieństw występujących w tych modelach są często jedynie przybliżeniem rzeczywistych rozkładów, w matematyce ubezpieczeń majątkowych mają zastosowanie metody aproksymacyjne.
W zakres matematyki ubezpieczeń majątkowych wchodzi również teoria ruiny. W przypadku tego modelu składki ustala się na takim poziomie, aby w długofalowym horyzoncie prawdopodobieństwo ruiny ubezpieczyciela nie przekroczyło z góry zadanego poziomu.
Innym zagadnieniem matematyki ubezpieczeń majątkowych jest podział ryzyka pomiędzy ubezpieczonego a ubezpieczyciela, a także często reasekuratora. Polega to na ustaleniu, w jakim stopniu szkoda jest pokrywana przez poszczególne strony kontraktu ubezpieczeniowego i jak taki podział wpływa na rozkład prawdopodobieństwa dla wypłat przy zadanym rozkładzie szkód.

## Notacja aktuarialna

Przykład interpretacji oznaczenia aktuarialnego
1. Jednorazowa składka netto za ubezpieczenie jednostkowe (kwota świadczenia jest równa 1)
2. płatnego w momencie śmierci
3. dla osoby -letniej, na lat
4. ubezpieczenie na życie
5. odroczone na lat
6. z podwójnym oprocentowaniem

Na potrzeby opisu różnych zagadnień matematyki ubezpieczeniowej stworzony został rozbudowany system oznaczeń nazywany notacją aktuarialną. Zapis ten opiera się na umownych symbolach literowych i systemie indeksów dolnych i górnych, umieszczanych po obu stronach symbolu podstawowego.
Przykłady podstawowych oznaczeń:
| Zapis                           | Znaczenie |
| ------------------------------- | --- |
| {\displaystyle {}_{t}p_{x}}     | Prawdopodobieństwo, że osoba w wieku {\displaystyle x} przeżyje {\displaystyle t} lat                                                  |
| {\displaystyle {}_{t}q_{x}}     | Prawdopodobieństwo, że osoba w wieku {\displaystyle x} nie przeżyje {\displaystyle t} lat                                              |
| {\displaystyle {}_{s\|t}q_{x}}  | Prawdopodobieństwo, że osoba w wieku {\displaystyle x} przeżyje {\displaystyle s} lat i umrze w ciągu następnych {\displaystyle t} lat |
| {\displaystyle A_{x}}           | Wartość obecna ubezpieczenia dla osoby w wieku {\displaystyle x} z kwotą świadczenia 1 wypłacaną na koniec roku śmierci                |
| {\displaystyle {\ddot {a}}_{x}} | Wartość obecna dożywotniej renty dla osoby w wieku {\displaystyle x} z kwotą wypłat 1 wypłacaną na początku każdego roku               |
| {\displaystyle a_{x}}           | Wartość obecna dożywotniej renty dla osoby w wieku {\displaystyle x} z kwotą wypłat 1 wypłacaną na końcu każdego roku                  |

## Aktuariusze
Osoba zajmująca się zawodowo matematyką ubezpieczeniową jest nazywana aktuariuszem. Osoba taka w firmie ubezpieczeniowej odpowiada za wycenę zobowiązań wobec klientów oraz konstrukcję produktów tak, by oczekiwany poziom rezerw oraz strumień przyszłych przepływów pieniężnych zapewnił pokrycie tych zobowiązań.
W obrębie państw Unii Europejskiej aktuariusz uprawniony do wykonywania zawodu w jednym z krajów wspólnoty (a także w: Islandii, Norwegii i Szwajcarii) może nabyć pełne uprawnienia zawodowe w innym z wyżej wymienionych krajów, pod warunkiem:
- zgłoszenia się aktuariusza do krajowego stowarzyszenia w kraju docelowym, oraz
- odbycia 12-miesięcznego stażu aktuarialnego w kraju docelowym bądź zdania dodatkowych egzaminów lub testów w kraju docelowym.

Krajowe stowarzyszenia aktuarialne same określają dokładne reguły postępowania w zakresie wszystkich powyższych punktów.

## Aktuariat w Polsce
W Polsce, by zostać wpisanym do rejestru aktuariuszy, wymagane są (prócz złożenia z pozytywnym wynikiem egzaminów aktuarialnych przy Komisji Nadzoru Finansowego): wykształcenie wyższe, poświadczenie niekaralności (wyciąg z KRK) oraz udokumentowany dwuletni staż zawodowy pod kierunkiem aktuariusza.
Każdy zakład ubezpieczeń, zgodnie z Ustawą z dnia 22 maja 2003 r. o działalności ubezpieczeniowej ma obowiązek powołania aktuariusza.
Organizacją zrzeszającą aktuariuszy w Polsce jest Polskie Stowarzyszenie Aktuariuszy utworzone w 1991 roku i kontynuujące działalność Polskiego Instytutu Aktuariuszy przerwaną przez II wojnę światową. Stowarzyszenie jest członkiem Międzynarodowego Stowarzyszenia Aktuarialnego (ang. International Actuarial Association lub IAA), a także członkiem Groupe Consultatif Actuariel Europeen zrzeszającego organizacje aktuarialne w Europie.